# Port Foster
Port Foster è uno dei porti più protetti dai venti e dalle mareggiate dell'Oceano Australe e situato nell'isola Deception nelle Isole Shetland Meridionali. Misura 9 chilometri di lunghezza per 6 di larghezza.

## Storia
Il porto era noto ai cacciatori di foche già nel 1820, e nella sua storia antica era chiamato Port Williams, dal nome del brigantino Williams del capitano William Smith; o Yankee Harbour, a causa del numero di cacciatori di foche americani che vi ospitavano.

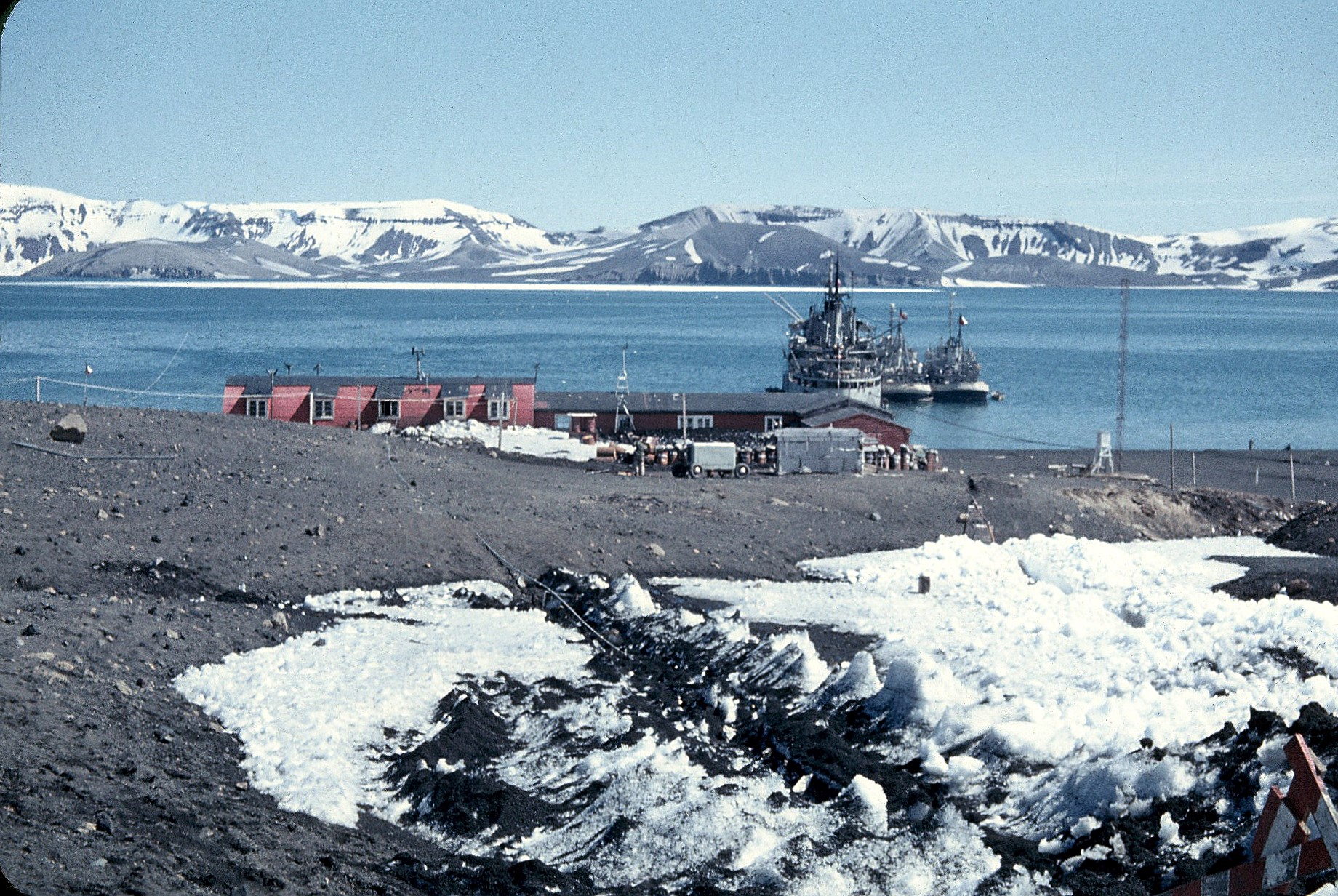
Port Foster nel 1958

Il porto fu chiamato Port Foster in onore di Henry Foster, capitano della HMS  Chanticleer e leader della prima spedizione scientifica sull'isola nel gennaio-marzo 1829. La spedizione, con base a Pendulum Cove, fece gravitazioni e misurazioni magnetiche, produsse la prima carta topografica, effettuò misurazioni della temperatura e fece un rilievo idrografico.
I nomi precedenti del porto sono rimasti per altre caratteristiche dello stesso arcipelago: Williams Point e Yankee Harbour.

## Descrizione

Mappa dell'isola Deception con topografia e posizione delle stazioni e delle zone protette. L'ingresso del porto, denominato Neptune's Bellows (Mantice di Nettuno), è in basso a destra

Il centro dell'Isola Deception è una caldera, formata da una gigantesca eruzione vulcanica e successivamente allagata. Ciò ha creato il porto a forma di bacino di Port Foster di 10 x 7 km. L'ingresso a Port Foster è largo solo 560 metri ed è chiamato Neptune's Bellows. Questo passaggio è reso ancora più difficile dalla presenza di Raven Rock, 2,5 metri sotto la superficie dell'acqua, al centro del passaggio.
Diverse piccole baie si trovano a Port Foster, tra cui Whalers Bay, Telefon Bay, Primero de Mayo Bay e Pendulum  Cove .

## Conservazione
La fauna bentonica della baia di Port Foster è di grande interesse ecologico a causa del disturbo naturale indotto dall'attività vulcanica. Due distinte aree del fondale della baia, denominate "benthic habitat A", a profondità comprese tra 50 e 150 m, e "benthic habitat B", a profondità tra 100 e 150 m, sono state classificate come Area Specialmente Protetta dell'Antartide (codice ASPA 145)..